# Bowerbankia antarctica
Bowerbankia antarctica är en mossdjursart som beskrevs av Winston och Hayward 1994. Bowerbankia antarctica ingår i släktet Bowerbankia och familjen Vesiculariidae. Inga underarter finns listade i Catalogue of Life.